# Phytoseius horridus
Phytoseius horridus är en spindeldjursart som beskrevs av Ribaga 1904. Phytoseius horridus ingår i släktet Phytoseius och familjen Phytoseiidae. Inga underarter finns listade i Catalogue of Life.